# Wolfgang Gruhle
Wolfgang Gruhle (* 23. Juli 1924; † 2017) war ein deutscher Physiker.

## Leben
Der Sohn von Hans Walter Gruhle wuchs in Heidelberg und Ravensburg auf. Nach dem Abitur im Jahr 1942 wurde er am 1. Juli zur Armee eingezogen, absolvierte zunächst seine Grundausbildung in Konstanz und ging 1943 als Funker zu einer Nachrichteneinheit nach Saloniki in Griechenland. Bereits nach einer Woche wurde er von dort mit seinen Kameraden nach Belgrad verlegt. Nebenbei erlernte er das Verschlüsseln von Funksprüchen mit der Enigma. 1944 wurde Gruhle nach Zagreb versetzt, wo er den Kontakt der Heeresgruppenführung mit den Grazer Dechiffrierern zu halten hatte. Funksprüche von Titos Partisanen wurden entschlüsselt und an den Nachrichten-Verbindungsoffizier der Heeresgruppe E gesandt. Im Mai 1945 packten er und seine Kameraden ihre Funktechnik auf einen Lastwagen und machten sich auf den Weg in Richtung Heimat.
Ab 1947 studierte er Physik in Heidelberg, Bonn sowie Köln, wo er 1956 promoviert wurde und 1969 die Habilitation erlangte. Währenddessen war er am Heidelberger Max-Planck-Institut für Kernphysik und in den USA tätig. Ab 1960 war er Professor für Physik am Institut für Kernphysik der Universität Köln. 1986 ging er in den Ruhestand. 
In den späten 1990er Jahren entwickelt er mit dem Holzwissenschaftler Burghart Schmidt (* 1943; ehemaliger Leiter des Labors für Dendrochronologie am Institut für Ur- und Frühgeschichte der Universität zu Köln) ein Verfahren zur Berechnung der von ihnen so genannten Wuchshomogenität von Bäumen. Die Ergebnisse dieser Berechnungen sind Grundlage ihrer dendroklimatologischen Untersuchungen, die sie in Bezug zu archäologischen und historischen Ereignissen setzen. Gruhle lebte bis zu seinem Tod mit seiner Frau in Bergisch Gladbach und war Autor eines Streichquartett-Lexikons.

## Privat
Sein Amateurfunk-Rufzeichen lautete (DL3GL)

## Publikationen
- mit Burghart Schmidt: Klimaspuren der Bäume. Strahlungsschwankungen der Sonne als Impulsgeber. Nünnerich-Asmus, Mainz 2017, ISBN 978-3-961760-03-9.